# Ордібегешт

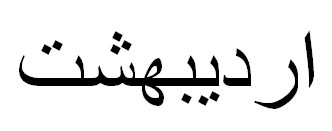

Ордібегешт (перс. اردیبهشت перська вимова: [oɾdiːbeˈheʃt / æɾdiːbeˈheʃt]) — другий місяць іранського календаря, складається з 31 дня. В григоріанському календарі відповідає 21 квітня — 21 травня. Назва місяця мовою дарі — Саур (ثور) або Соур.

## Знаменні дати
- 1 ордібегешт (21 квітня) — День Сааді.
- 2 ордібегешт — День Землі.
- 3 ордібегешт — День ал-Амілі .
- 5 ордібегешт — День АНЗАК.
- 7 К.С.Х 1357 — Саурська революція
- 10 ордібегешт — День Перської затоки.
- 18 ордібегешт (8 травня) — Міжнародний день Червоного Хреста і Червоного Півмісяця .
- 30 ордібегешт — День іраністики.

## References
1. ↑  Months and Seasons – Persian Vocabulary. 2014. Процитовано 8 вересня 2014.